# 菅原哲夫
菅原 哲夫（すがわら てつお、1941年12月20日 - ）は、元中京テレビ放送のアナウンサー。愛知県名古屋市出身。愛知学院大学卒業。血液型B型。

## 来歴
大学卒業後、岐阜放送に入社。同局で7年間アナウンサーを務めた後、1971年に当時まだ開局から2年が過ぎたばかりの中京テレビへ移籍した。
2001年12月に定年を迎えて退職したが、定年退職後も一部の番組でナレーターを務めていた。

## アナウンサー時代の担当番組

### 中京テレビ
- ジョークドキュメントBBS放送局
- 中京テレビニュースプラス1 （「食卓の秘密」ナレーター）
- P.S.愛してる!
- SPORTS STADIUM （「蔵出しドラゴンズ」ナレーター）